# Domingo Ramón
Domingo Jesús Ramón Menargues (Crevillente, España, 10 de marzo de 1958) es un explusmarquista español especialista en los 3000 metros obstáculos. Participó en los Juegos de Moscú en 1980 y Los Ángeles 1984 consiguiendo Diploma Olímpico en ambos (cuarto y un sexto puesto respectivamente) en la prueba de los 3000 metros obstáculos.

## Biografía
Mantuvo durante 19 años el récord de España en los 3000 obstáculos. Lo consiguió en los Juegos Olímpicos de Moscú 1980, el 30 de julio, con una marca de 8'15"76. Fue subcampeón mundial europeo en su modalidad.
Habitual con la selección de atletismo de España durante su época, consiguió numerosas medallas a nivel europeo y mundial. Militó en clubes como el Club Atletismo Hércules Benacantil, el Valencia Club Atletismo o el Club Atletismo Benacantil-Puerto de Alicante. Su entrenador personal fue Joaquín Villar Ceniceros, con el que consiguió sus mayores éxitos.
En la actualidad, el atleta milita en el Club de Atletismo San Vicente, donde prepara la participación para el próximo Campeonato Mundial Master en pista cubierta a celebrar del 26 de marzo al 1 de abril de 2023 en la localidad polaca de Toruń, donde participará en la prueba de 3000 metros lisos.

## Moscú 1980
En la final de 3000 metros obstáculos, Domingo Ramón se pegó a los talones de Bronislaw Malinowski, y tras él corrió tranquilamente. Mediada la prueba, el polaco y el español estuvieron descolgados de los tres de cabeza, pero en el último tercio comenzaron a cambiar las posiciones. Filbert Bayi acusó el esfuerzo de ir destacado todo el tiempo, y lo mismo le ocurrió al etíope Eshetu Tura, que perdió gas. En la penúltima vuelta dio la impresión de que Ramón también iba a poder con el etíope, que acusaba el cansancio. Malinowski en el último paso de la ría se colocó delante del tanzano Bayi, y ya no perdió la cabeza de la carrera. Ramón, que mantuvo la cuarta plaza, intentó cazar al etíope, pero este sacó sus últimas fuerzas y se mantuvo en el tercer puesto.
El récord que poseía Ramón antes de acudir a los juegos, lo superó en las series eliminatorias, sin embargo en la final de los 3000 metros obstáculos estuvo por debajo de este registro, corriendo en 8'15"8. El granadino Francisco Sánchez Vargas quedó por detrás de Domingo Ramón en la final con una marca de 8'18"0. Ramón se quedó a dos segundos y dos centésimas del bronce.
En 1980, tras las olimpiadas moscovitas, anunció la posibilidad de abandonar el atletismo por falta de medios y economía. Tras lo cual le ofrecieron inmediatamente un puesto laboral en la Caja de Ahorros Provincial de Alicante a través del entonces Presidente de la Diputación, Luis Díaz Alperi.

## Veteranos
En la actualidad Domingo Ramón sigue en activo, en la categoría de veteranos. Su club es el Club Atletismo Benacantil-Puerto de Alicante.
A finales de julio de 2002, se proclamó Campeón de España de 3000 metros obstáculos de veteranos, en la categoría de 40-44 años, en el campeonato celebrado en Orense con una marca de 9'38"64. El 25 de agosto de 2002, el alicantino se proclamó en Potsdam (Alemania), subcampeón de Europa de veteranos en la prueba de 3000 obstáculos en categoría de 40-44 años, con una marca de 9'28".

## Personal
Afincado en San Vicente del Raspeig es Técnico del Patronato Municipal de Deportes de la ciudad alicantina.
Domingo acudió en 2007 a la ciudad polaca de Grudziadz, para disputar un memorial internacional en honor a Bronislaw Malinowski, campeón olímpico de 3000 metros en Moscú'80 que falleció en un accidente de tráfico con la edad de 30 años, y con el que el alicantino hizo especial amistad, ya que necesitaba un par de zapatillas para competir en la ronda de clasificación de la prueba en la que competía y Malinowski se ofreció a prestarle un par de las suyas. Se trataba de unas Adidas blancas, por estrenar, de un número mayor que el que usaba pero que le valieron perfectamente. En esa prueba Malinowski venció en su serie y Ramón finalizó en segunda posición clasificándose ambos para la ronda semifinal de la prueba de 3000 metros obstáculos en los juegos soviéticos.
- Milla Universitaria "Domingo Ramón Menargues" es una carrera que lleva el nombre del atleta y que organiza la Universidad de Alicante. En el año 2007 se alcanzó su quinta edición, con un recorrido de 1609 metros, haciendo esta carrera una de las habituales de la temporada alicantina.

## Sus mejores marcas
- 3000 metros obstáculos: 8'15"76 (31/07/1980)

## Palmarés
Palmarés nacional
- Campeón de España de 3000 m Obstáculos: 1980 (8:29.40), 1981 (8:21.09), 1982 (8:27.07), 1984 (8:29.91).

Palmarés internacional
- Europeo Júnior Donetsk 1977 en 2000 m obstáculos medalla de plata.
- Copa de Europa	Semifinales Ginebra 1979 primer puesto en 3000  m obstáculos con una marca de 8:26.9.
- Juegos del Mediterráneo Split 1979 3000 m obstáculos medalla de Plata con una marca de 8:25.8.
- Copa de Europa	Primera División Atenas 1981 3000 m obstáculos medalla de Oro con una marca de 8:48.35.
- Campeonato Iberoamericano Barcelona 1983 3000 m obstáculos medalla de Oro con una marca de 8:27.20.
- Copa de Europa Primera División Praga 1983 primer puesto en 3000 m obstáculos con una marca de 8:36.69.
- Juegos del Mediterráneo Casablanca 1983 3000 m obstáculos medalla de Plata con una marca de 8:19.60.
- Europeo Aire Libre Atenas 1983 3000 m obstáculo medalla de Bronce con una marca de 8:20.48.
- Cuarto Puesto Juegos Olímpicos de Moscú 1980 en 3000 m obstáculos con una marca de 8:15.74.
- Sexto puesto Juegos Olímpicos de Los Ángeles 1984 en 3000 m obstáculos con una marca de 8:17.77.

## Premios, reconocimientos y distinciones
- Mejor Deportista Masculino de 1982 en los Premios Deportivos Provinciales de la Diputación de Alicante[8]

- Con motivo del 40 aniversario de su 4.º puesto en las Olimpiadas de Moscú (récord de España durante 19 años), desde su población natal Crevillent, le rinden el siguiente homenaje.